# Сіліштя (комуна, Бреїла)
Сіліштя (рум. Siliștea) — комуна у повіті Бреїла в Румунії. До складу комуни входять такі села (дані про населення за 2002 рік):
- Вамешу (34 особи)
- Коту-Лунг (274 особи)
- Коту-Міхаля (118 осіб)
- Мертечешть (192 особи)
- Мукя (403 особи)
- Сіліштя (860 осіб)

Комуна розташована на відстані 167 км на північний схід від Бухареста, 10 км на північний захід від Бреїли, 141 км на північний захід від Констанци, 19 км на південний захід від Галаца.

## Населення
За даними перепису населення 2002 року у комуні проживала 1881 особа, усі — румуни. Усі жителі комуни рідною мовою назвали румунську.
Склад населення комуни за віросповіданням:
| Релігія        | Кількість осіб | Відсоток |
| -------------- | -------------- | -------- |
| православні    | 1826           | 97,1%    |
| адвентисти     | 28             | 1,5%     |
| п'ятдесятники  | 25             | 1,3%     |
| греко-католики | 2              | 0,1%     |

## Зовнішні посилання
- Дані про комуну Сіліштя на сайті Ghidul Primăriilor